# 594
594（五百九十四、ごひゃくきゅうじゅうよん）は自然数、また整数において、593の次で595の前の数である。

## 性質
- 594は合成数であり、約数は 1, 2, 3, 6, 9, 11, 18, 22, 27, 33, 54, 66, 99, 198, 297, 594 である。
  - 約数の和は1440。
  - 144番目の過剰数である。1つ前は588、次は600。
- 5942 + 1 = 352837 であり、n2 + 1 の形で素数を生む77番目の数である。1つ前は584、次は634。(オンライン整数列大辞典の数列 A005574)
- 10個の連続する素数の和で表せる13番目の数である。1つ前は552、次は636。(オンライン整数列大辞典の数列 A127337)
594 = 41 + 43 + 47 + 53 + 59 + 61 + 67 + 71 + 73 + 79
- 147番目のハーシャッド数である。1つ前は592、次は600。
  - 18を基とする9番目のハーシャッド数である。1つ前は576、次は648。
- 各位の積が各位の和の10倍になる4番目の数である。1つ前は549、次は945。(オンライン整数列大辞典の数列 A062043)
- 594 = 12 + 82 + 232 = 32 + 122 + 212 = 42 + 72 + 232 = 52 + 132 + 202 = 72 + 162 + 172 = 82 + 132 + 192
  - 異なる3つの平方数の和6通りで表せる12番目の数である。1つ前は558、次は602。(オンライン整数列大辞典の数列 A025344)
  - 3つの平方数の和10通りで表せる最小の数である。次は734。(オンライン整数列大辞典の数列 A025330)
  - 3つの平方数の和 n 通りで表せる最小の数である。1つ前の9通りは614、次の11通りは854。(オンライン整数列大辞典の数列 A025414)
- 4つの平方数の和31通りの形で表せる最小の数である。次は666。
  - 4つの平方数の和 n 通りの形で表せる最小の数である。1つ前の30通りは522、次の32通りは642。(オンライン整数列大辞典の数列 A025416)
  - 異なる4つの平方数の和21通りで表せる最小の数である。次は686。
  - 異なる4つの平方数の和 n 通りで表せる最小の数である。1つ前の20通りは582、次の22通りは546。(オンライン整数列大辞典の数列 A025417)
- 594 = 13 + 53 + 53 + 73 = 23 + 33 + 63 + 73
  - 4つの正の数の立方数の和で表せる157番目の数である。1つ前は593、次は596。(オンライン整数列大辞典の数列 A003327)
  - 594 = 23 + 33 + 63 + 73
    - 異なる正の数の4つの立方数の和1通りで表せる30番目の数である。1つ前は587、次は604。(オンライン整数列大辞典の数列 A025408)
- 594 = 2 × 33 × 11
  - 3つの異なる素因数の積で p3 × q × r の形で表せる13番目の数である。1つ前は552、次は616。(オンライン整数列大辞典の数列 A189975)
- 594 = 576 + (5 + 7 + 6)
  - n = 24 のときの n2 とその各位の和との和とみたとき1つ前は545、次は638。(オンライン整数列大辞典の数列 A171613)
- 約数の和が594になる数は2個ある。(394, 593) 約数の和2個で表せる43番目の数である。1つ前は572、次は608。
- 各位の和が18になる21番目の数である。1つ前は585、次は639。

## その他 594 に関連すること
- 西暦594年
- 紀元前594年
- レンフェ594系気動車
- 夕日岳 (北海道) の標高は594m。
- NHK東京ラジオ第一放送東京局の周波数は、594kHz。